# Rajd Polski 2001
Rajd Polski 2001 (58. Rajd Polski) – 58. edycja rajdu samochodowego Rajd Polski rozgrywanego w Polsce. Rozgrywany był od 8 do 10 czerwca 2001 roku. Bazą rajdu była miejscowość Kłodzko. Rajd był dziewiętnastą rundą Rajdowych Mistrzostw Europy w roku 2001, i także czwartą rundą Rajdowych Samochodowych Mistrzostw Polski w roku 2001.

## Wyniki końcowe rajdu
| Miejsce                      | Kierowca                     | Pilot                        | Samochód                     | Czas                         | Strata                       |
| Klasyfikacja generalna i ERC | Klasyfikacja generalna i ERC | Klasyfikacja generalna i ERC | Klasyfikacja generalna i ERC | Klasyfikacja generalna i ERC | Klasyfikacja generalna i ERC |
| ---------------------------- | ---------------------------- | ---------------------------- | ---------------------------- | ---------------------------- | ---------------------------- |
| 1                            | Leszek Kuzaj                 | Andrzej Górski               | Toyota Corolla WRC           | 2:42:01.6                    | -                            |
| 2                            | Tomasz Kuchar                | Maciej Szczepaniak           | Toyota Corolla WRC           | 2:42:48.2                    | +46.6                        |
| 3                            | Łukasz Sztuka                | Per Carlsson                 | Seat Cordoba WRC Evo3        | 2:46:49.2                    | +4:47.6                      |
| 4                            | Michal Gargulák              | Jiří Malčík                  | Mitsubishi Lancer EVO VI     | 2:49:03.5                    | +7:01.9                      |
| 5                            | Michał Bębenek               | Grzegorz Bębenek             | Mitsubishi Lancer EVO VI     | 2:52:14.9                    | +10:13.3                     |
| 6                            | Austin MacHale               | Brian Murphy                 | Toyota Corolla WRC           | 2:53:11.1                    | +11:09.5                     |
| 7                            | Sebastian Frycz              | Maciej Wodniak               | Mitsubishi Lancer EVO V      | 2:54:18.4                    | +12:16.8                     |
| 8                            | Marcin Turski                | Dariusz Burkat               | Mitsubishi Lancer EVO VI     | 2:54:31.4                    | +12:29.8                     |
| 9                            | Paweł Dytko                  | Tomasz Dytko                 | Mitsubishi Lancer EVO VI     | 2:56:07.8                    | +14:06.2                     |
| 10                           | Tomasz Czopik                | Łukasz Wroński               | Mitsubishi Lancer EVO VI     | 2:56:23.1                    | +14:21.5                     |
| Klasyfikacja RSMP            |                              |                              |                              |                              |                              |
| 1                            | Leszek Kuzaj                 | Andrzej Górski               | Toyota Corolla WRC           | 2:42:01.6                    | -                            |
| 2                            | Tomasz Kuchar                | Maciej Szczepaniak           | Toyota Corolla WRC           | 2:42:48.2                    | +46.6                        |
| 3                            | Łukasz Sztuka                | Per Carlsson                 | Seat Cordoba WRC Evo3        | 2:46:49.2                    | +4:47.6                      |
| 4                            | Michał Bębenek               | Grzegorz Bębenek             | Mitsubishi Lancer EVO VI     | 2:52:14.9                    | +10:13.3                     |
| 5                            | Sebastian Frycz              | Maciej Wodniak               | Mitsubishi Lancer EVO V      | 2:54:18.4                    | +12:16.8                     |
| 6                            | Marcin Turski                | Dariusz Burkat               | Mitsubishi Lancer EVO VI     | 2:54:31.4                    | +12:29.8                     |
| 7                            | Paweł Dytko                  | Tomasz Dytko                 | Mitsubishi Lancer EVO VI     | 2:56:07.8                    | +14:06.2                     |
| 8                            | Tomasz Czopik                | Łukasz Wroński               | Mitsubishi Lancer EVO VI     | 2:56:23.1                    | +14:21.5                     |
| 9                            | Michał Uliarczyk             | Maciej Baran                 | Mitsubishi Lancer EVO VI     | 2:58:09.9                    | +16:08.3                     |
| 10                           | Bartłomiej Baniowski         | Piotr Wieczorek              | Subaru Impreza WRX           | 2:59:32.7                    | +17:31.1                     |